# Sankt Ulrich bei Steyr
Pour les articles homonymes, voir Sankt Ulrich.
Sankt Ulrich bei Steyr est une commune autrichienne du district de Steyr-Land en Haute-Autriche.